# Ochrophytina
Az Ochrophytina, más néven Heterokontophyta vagy Stramenochroma algacsoport. Fotoszintetikus sárgásmoszatok két nem azonos ostorral, melyek egyikén masztigonéma található. 4 sejtmembrán veszi körül plasztiszukat, ezenkívül hármasával csoportosuló tilakoidok, klorofill a és c van fotoszintetikus pigmentjükben, további pigmentjük például a β-karotin és a xantofillek. Az egyik legsokszínűbb eukarióta csoport ökológiailag fontos algákkal, például barnamoszatokkal és diatómákkal. Az Ochrophyta vagy Heterokontophyta törzsként vagy a Gyrista törzsbe tartozó Ochrophytina altörzsként sorolják be. Plasztiszuk vörösmoszatokból ered.

## Leírás
Tagjai csupasz vagy pikkelyekkel, loricával vagy sejtfallal borított sejtekből álló eukarióták. Lehetnek egysejtűek, kolóniaképzők, sejttársulások vagy többsejtűek. Egyes barnamoszatok nagy többsejtű talluszként fejlődnek szövetekkel. Minden tagjuk mitokondriuma tubuláris cristákkal rendelkezik. Ez rokonaikkal, a heterotróf sárgásmoszatokkal, valamint számos más közeli rokon csoporttal, például a Rhizaria, Telonemia és Alveolata csoportokkal közös jellemzőjük. Elsősorban fotoszintetikus eukariótákként algák a többi algától morfológiai és ultraszerkezeti jellemzők, például ostorok, kloroplasztiszok és pigmentek alapján térnek el.

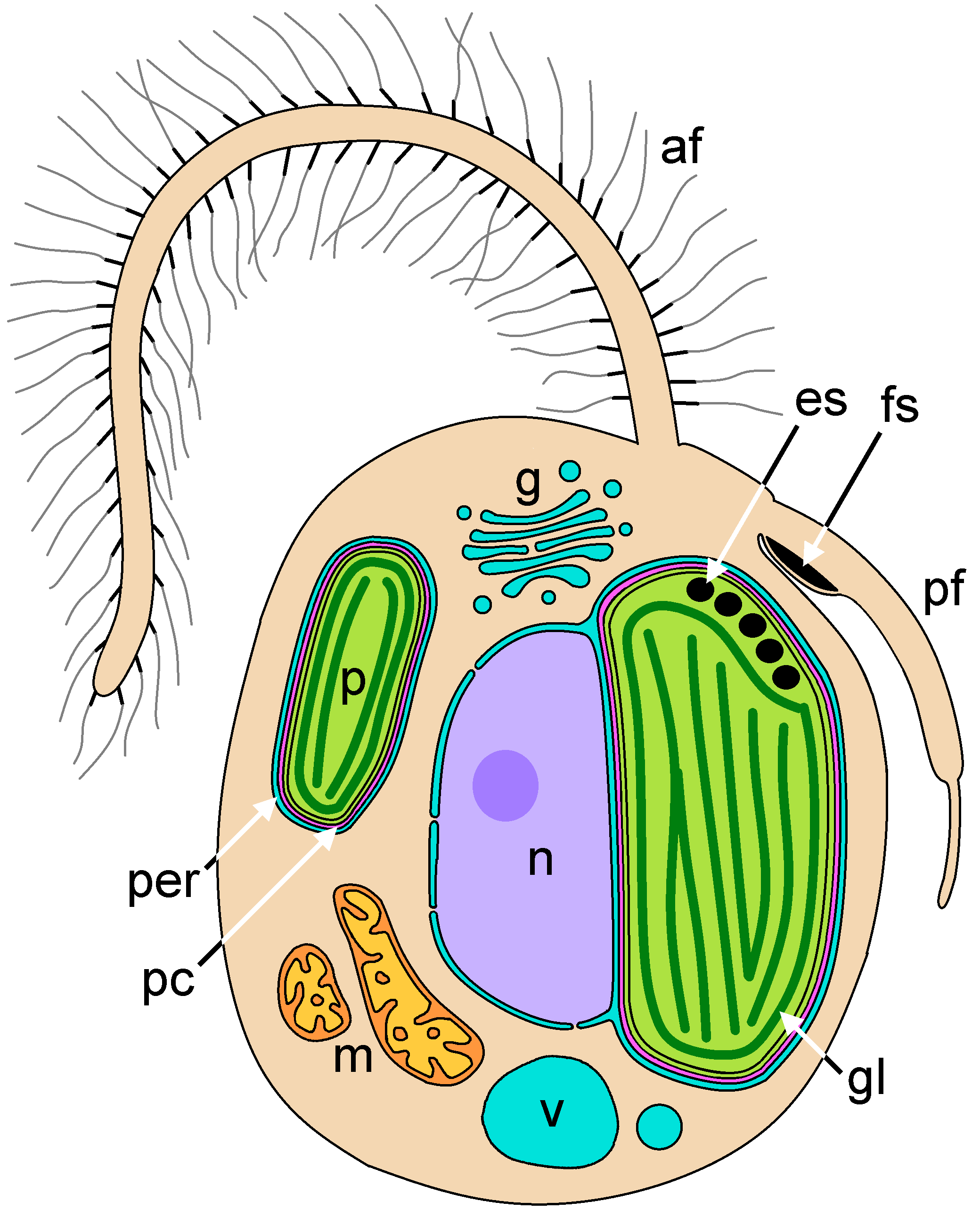
Egyszerűsített Ochrophytina-diagram. af: elülső ostor, es: szemfolt, fs: ostordudor, g: Golgi-készülék, gl: övlamella, m: mitokondrium (narancs), n: sejtmag (bíbor, a sejtmagvacska sötétebb), p: plasztisz (stroma világos-, tilakoidok sötétzölddel), pc: plasztisz körüli rész (rózsaszín), per: plasztisz körüli endoplazmatikus retikulum, pf: hátulsó ostor, v: vakuólum.

### Ostorok
A sárgásmoszatokhoz hasonlóan úszó sejtjeik két jelentősen eltérő ostorral rendelkezik: az elülső szalmaszálszerű üreges háromrészes masztigonémákkal rendelkezik, a hátulsó simán nincs ilyen. A csilló-átmenetizóna általában átmeneti hélixszel rendelkezik.

### Kloroplasztiszok
Az Ochrophytina tagjai általában fotoszintetikusak, így 1 vagy több kloroplasztiszuk lehet sejtenként. Egyes csoportok e képességet elvesztett, de az aminosavak, lipidek és hemcsoportok szintézisében továbbra is fontos leukoplasztiszokkal rendelkeznek. A többi algacsoporthoz képest jelentősen eltér ultraszerkezetük. E kloroplasztiszok szekunder endoszimbiózisból származnak, így körülöttük 4 membrán van: két belső – a primer plasztiszmembránok megfelelői –, a vörösmoszaténak megfelelő harmadik és a fagoszómáénak megfelelő negyedik membránból áll. Ez megkülönbözteti az Archaeplastida csoporttól, ahol a kloroplasztiszoknak 2 membránjuk van.:303–308 A két külső plasztiszréteg az endoplazmatikus retikulummal összefügg, együtt alkotják a kloroplasztisz-endoplazmatikusretikulumot (CER), más néven plasztisz körüli endoplazmatikus retikulum (PER), mely a magburokhoz csatlakozik. A sárgásmoszatok masztigonémái a PER-ben vagy a magburokban jönnek létre.
A plasztisz körüli részleg (PC, a 2. és 3. réteg közt) önálló régió, mely más algacsoportokban (Cryptomonada, Chlorarachniophyta) nukleomorfot, a szekunder endoszimbionta vesztigiális sejtmagját tartalmazza, azonban az Ochrophytinában nem ismert ilyen. Ehelyett más, a Haptophyta és Chromerida csoportéhoz hasonló szerkezeteket találtak ott: „foltszerű szerkezeteket” a PC-fehérjékkel és vezikuláris hálózatot. A CER-ben erőteljes szoros közvetlen érintkezésekkel rendelkező rész van a plasztisz körüli membrán és a belső magburok közt, ahol lipid- és más molekulatranszferek történhetnek.
Gyakran a plasztisz stromájában 3 egymáson lévő tilakoid övlamellát alkot a plasztiszperiféria körül a belső membrán mellett. A többi tilakoid hármasával csoportosul. A Synchromophyta és Aurearenophyta esetén egy közös külső membrán vesz körül 2, illetve 3 belső membránnal rendelkező tilakoidokat.

### Pigmentáció
Az Ochrophytina-kloroplasztiszok klorofill a-t és c-t tartalmaznak fotoszintetikus pigmentként a fukoxantin mellett. A klorofill a a tilakoidokhoz köt, míg a c a stromában van. A leggyakoribb kiegészítő pigment a sárga β-karotin. A diatómák, barna- és sárgamoszatok aranybarna-barna pigmentációját stb. a fukoxantin okozza. A sárgászöld vagy sárgásbarna Raphidophyceae, Eustigmatophyceae és Xantophyceae esetén a vaucheriaxantin a domináns. Ezek lehetővé teszik a fotoszintézis képességének klorofill a-n túli bővítését. Ezenkívül ezek védik a fotorendszereket az erős fénytől.

### Raktározási termékek
Az Ochrophytina krizolaminarint, rövid β-1,3-kötött glükózláncokból álló szénhidrátot állítanak elő raktározásra. Ezeket a citoplazmán belül vezikulumokban tárolják a többi algától eltérően a plasztiszokon kívül. A citoplazmatikus lipidcseppek is gyakoriak. A zöldmoszatokra és növényekre jellemző keményítő nincs bennük.

## Szaporodás
Az Ochrophytina képes ivartalan szaporodásra fragmentáció, propagulák, vegetatív szaporodás, sporogenezis vagy zoosporogenezis révén, valamint ivaros szaporodásra izogámia, anizogámia és oogámia révén.

## Ökológia
Az Ochrophytina szinte minden környezetben jelen van. Egyes osztályok tengeri, mások édesvízi vagy talajközeli környezetekben gyakoribbak. Csoportjai közé tartoznak a diatómák, a tengerek leggyakoribb fotoszintetikus eukariótái; többsejtű tengeri moszatok, például a barna- és sárgamoszatok és számos környezeti szekvenálás alapján gyakori tengeri egysejtű. Egyes tagjai mixotrófok és általában fagocitózissal táplálkoznak.

### Tengeri
Egyes Heterokonta-osztályok, például a Bolidophyceae, a Pelagophyceae, a Pinguiophyceae és a Schizocladiophyceae csak tengeri élőhelyekről ismertek. A barnamoszatok (Phaeophyceae) szinte kizárólag tengeriek, néhány édesvízi nemzetségük ismert.

### Édesvízi
A Chrysophyceae, Phaeothamniophyceae és Xantophyceae elsősorban édesvízi osztályok. Lotikus élőhelyeken (folyók, patakok) az arny- és sárgászöld moszatok gyakoriak. A Hydrurus sárgamoszat-nemzetség egyes vízgyűjtő területeken elterjedtek lehetnek, hideg, tiszta, gyors folyású hegyi patakokban gyakoriak, ahol erős szubsztráthoz kötnek. A folyókban gyakori Xantophyceae-nemzetségek például a Vaucheria, a Tribonema és a Bumilleria, melyek fonalas moszatokhoz és növényekhez csatlakozhatnak vagy szabadon élhetnek. A diatómák sokszínűbbek, több mint 60 nemzetségük ismert folyókban. Számos folyami diatóma eltérő stratégiákat dolgozott ki a szubsztráthoz kapcsolódáshoz a vízáramlatok általi mozgatás elkerüléséhez. A legegyszerűbb a sejten kívüli polimerek, a sejtmembránból alkotott szénhidrátok termelése. Gyorsabb vizekben egyes diatómák, például a Cocconeis közvetlenül a szubsztráthoz rögzül adhezív filmekkel. Mások, például az Eunotia és a Nitzschia szárakat vagy telepcsöveket fejleszt a vízoszlopban való nagyobb magassághoz a több tápanyaghoz való hozzáféréshez. A barnamoszatok (Phaeophyceae) bár változatosak, csak 7 folyami fajuk van. Bennük nincs többsejtű hajtás, hanem a tengeri ősöktől külön fejlődött bentikus fonalas növények.

### Káros algák
Két fő fotoszintetikus sárgásmoszatcsoport sok mérgező fajt tartalmaz. A Raphidophyceae osztályban a magas Heterosigma- és Chattonella-szint halak halálát okozza, de toxinjaik természete és hatása ismeretlen. Az édesvízi nyálkát bocsáthatnak ki, nagy mennyiségben károsítva a kopoltyúkat. A diatómák (Bacillariophyta) káros hatásait fizikai sérülés vagy toxintermelés okozhatja. A centrikud diatómák, például a Chaetoceros hosszú tüskékkel (seta) rendelkező sejtkolóniák, melyek a kopoltyúkat eltömíthetik, halálukat okozva. A diatómák közül csak a Pseudonitzschia közt vannak károsak. Több mint 12 Pseudonitzschia-faj képes domosav neurotoxin termelésére, mely amnéziás kagylómérgezést okoz.

## Evolúció

### Külső
Az Ochrophytina totális csoportja becslések szerint 874–543 millió évvel ezelőtt alakult ki molekuláris óra alapján. Azonban a legrégebbi fosszíliák alapján, melyeket az 1 milliárd éves Palaeovaucheria nemzetséghez rendeltek, az Ochrophytina akár 1 milliárd éves is lehet. Más feltételezett korai tagok a Jacutianema (750 Ma), Germinosphaera (750–700 Ma) és a Miaohephyton (600–550 Ma). A mai Chrysophyta-tagokéhoz hasonló pikkelyek és a diatómákéhoz hasonló szelepek ismertek 800–700 millió éves üledékben.

### Belső
Számos Ochrophytina-osztály kapcsolatai ismeretlenek, de 3 fő kládot (SI–SIII) alátámaszt a legtöbb filogenetikai elemzés. A sokszínű többsejtű Phaeophyceae osztályt tartalmazó SI evolúciós radiáción ment át a késő paleozoikum során kb. 310 millió évvel ezelőtt. A Schizocladiophyceae osztály a barnamoszatok testvércsoportja, ennek a Xanthophyceae, a Phaeosacckiophyceae  és a Chrysoparadoxophyceae kládja a testvércsoportja.  Ez viszont az Aurearenophyceae és Phaeothamniophyceae kládjának testvércsoportja, melyeket néha egy osztályként kezelnek Aurophyceae néven.  A Raphidophyceae az SI legbazálisabb tagja. Az SII tagjai az sárgamoszatok (Chryaophyceae) és a kisebb Synurophyceae, Eustigmatophyceae, Pinguiophyceae és Picophagea (más néven Synchromophyceae) osztály. Az SI és a SII együtt alkotják a Chrysista kládot. A fennmaradt osztályok a Diatomista (SIII) klád tagjai. Ezek a diatómák (Bacillariophyceae, Bolidophyceae, Dictyochophyceae (beleértve a Silicoflagellata csoportot) és Pelagophyceae). Az Olisthodiscophyceae osztályt 2021-ben írták le és az SII részr.
A Heliozoa heterotróf Actinophryida csoportja egyes helyeken a Raphidophyceae testvércsoportja, a két csoportot együtt a Raphidomonadea osztályként kezelik 18S rDNS-elemzések alapján. Azonban egy 2022-es filogenomikai tanulmány csak egy tagot, az Actinophrys solt nevezi meg az Ochrophytina valószínű testvércsoportjának. Bár nincs kloroplasztisza, magi genomjában vannak plasztiszgének, vagyis közös ősük be kezdhette építeni őket.

## Rendszertan

### Taxonómiai történet
A taxonómiai rangokat (ország, rend, osztály stb.) használó hierarchikus rendszertanokban az Orchrophyta törzs (phylum, a botanikában divisio) a sárgásmoszatokon belül. A törzset először Thomas Cavalier-Smith írta le 1986-ban Ochristaként, 1996-ban az International Code of Nomenclature for algae, fungi, and plants (ICN) értelmében Ochrophytinára nevezték át. Törzsszintű taxon maradt 2017-ig, amikor altörzsi szintre hozta, módosítva a nevet Ochrophytinára a botanikai nevezéktan -phytina utótagjának megfelelően. E besorolásban a taxon a heterotróf sárgásmoszatokat, például a Pseudofungi és Bigyromonada csoportokat tartalmazó Gyrista altörzse. Ez és a Bigyra alkotják a 2 fő sárgásmoszatágat, melyek a Chromista ország Heterokonta főtörzsét alkották. Ez azonban nem használatos, mivel a Chromista nem monofiletikus.
A protisztológusok és protozoológusok az Ochrophytina, a fikológusok a Heterokontophyta nevet részesítik előnyben. E név a Heterokontae osztályból ered, melyet Alexander Ferdinand Luther finn biológus vezetett be 1899-ben a Chloromonadales és Confervales rendekhez, melyet később a Xanthophyceae és Raphidophyceae csoportokra osztottak. E név a sárgásmoszatokra jellemző két ostort emelte ki. Több elektronmikroszkópos felfedezés után Christiaan van den Hoek 1978-ban bevezette a Heterokontophyta törzset a Chrysophyceae, Xanthophyceae, Bacillariophyceae, Phaeophyceae és Chloromonadophyceae csoportosításához. Számos más nevet használtak a sárgásmoszatok ambiregnális élőlényekkel, például a Chromophytával és a Stramenopilával való csoportosításhoz. Számos fikológus a Heterokontophyta nevet a sárgásmoszatok törzsére javasolta. Azonban Hoek eredeti 1978-as műve nem adott meg latin leírást, mely az ICN értelmében érvényes közléshez 2011-ig kötelező volt. Michael Guiry, Øjvind Moestrup és Robert Andersen érvényesen közölték a Heterokontophytát törzsként 2023-ban.
A hierarchiai besorolással szemben a kladisztikai besorolás csak a kládokat fogadja el érvényes csoportnak, a parafiletikus vagy polifiletikus csoportokat nem. E besorolást részesítik előnyben a protisztológusok. A legutóbbi (2019) ICN-változat az Ochrophytinát érvényes taxonként fogadja el a sárgásmoszatok csoportjában, mely a Sar szupercsoport része. Az Ochrophytina Chrysista és Diatomista csoportra való osztása elfogadott és a filogenetikai elemzések alátámasztják.

### Besorolás
2024-ben az Ochrophytina 23 314 ismert fajt tartalmaz, 490 faj helyzete ismeretlen. Azonban becslések szerint több mint 100 000 faj tartozik ide, többségük diatóma. Alább a jelenlegi Ochrophytina-besorolás található az eukarióták besorolásának 2019-es változata szerint a később leírt osztályokkal és az osztályokba tartozó ismert fajok számával. A korábban említett 2019-es változatban a diatómák (Diatomeae) nem egy osztályt (Bacillariophyceae) alkotnak, hanem többet a korábbi évtizeddel szembeni filogenetikai előrehaladásoknak megfelelően.
- Chrysista Cavalier-Smith 1986

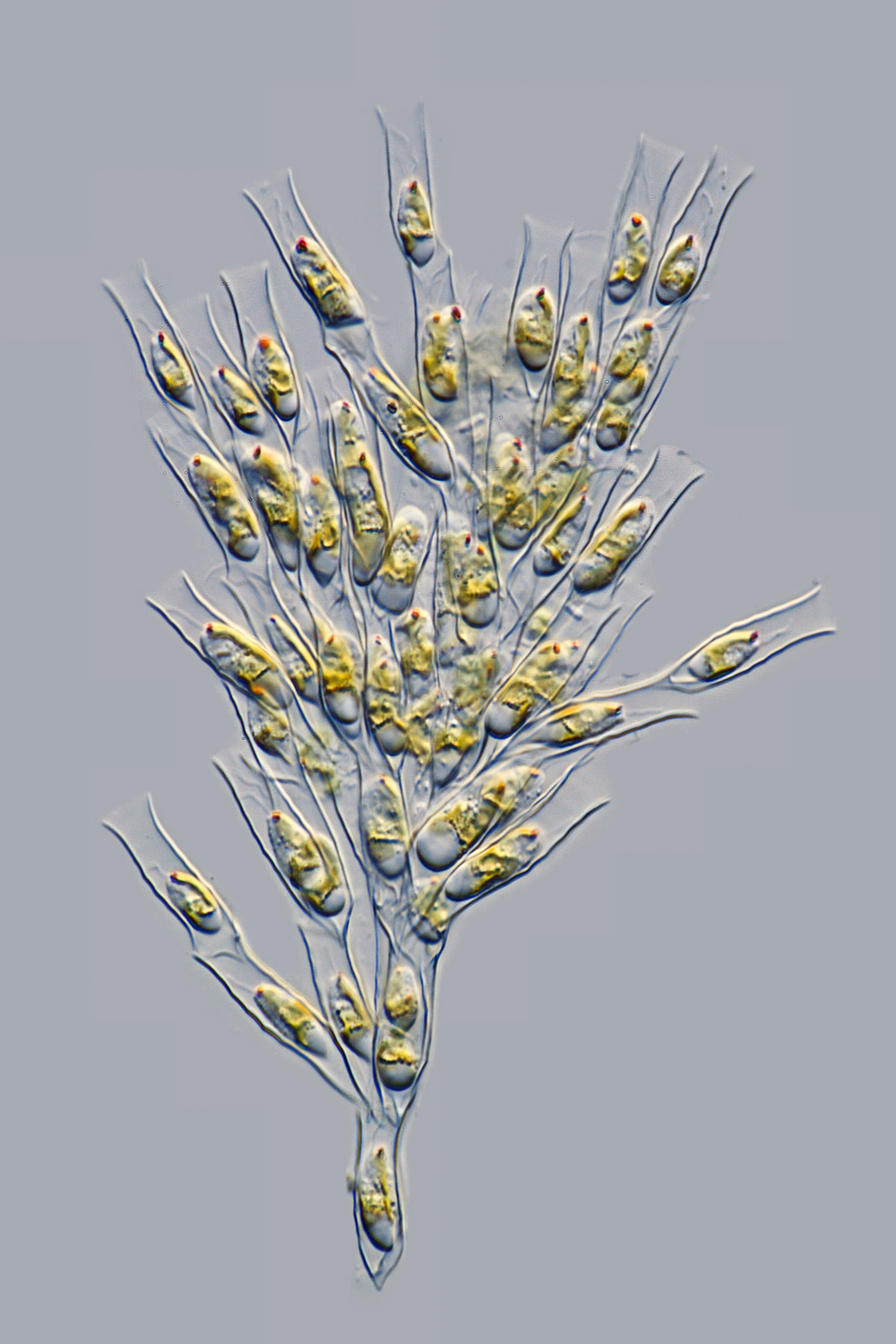
Dinobryon (Chrysophyceae)

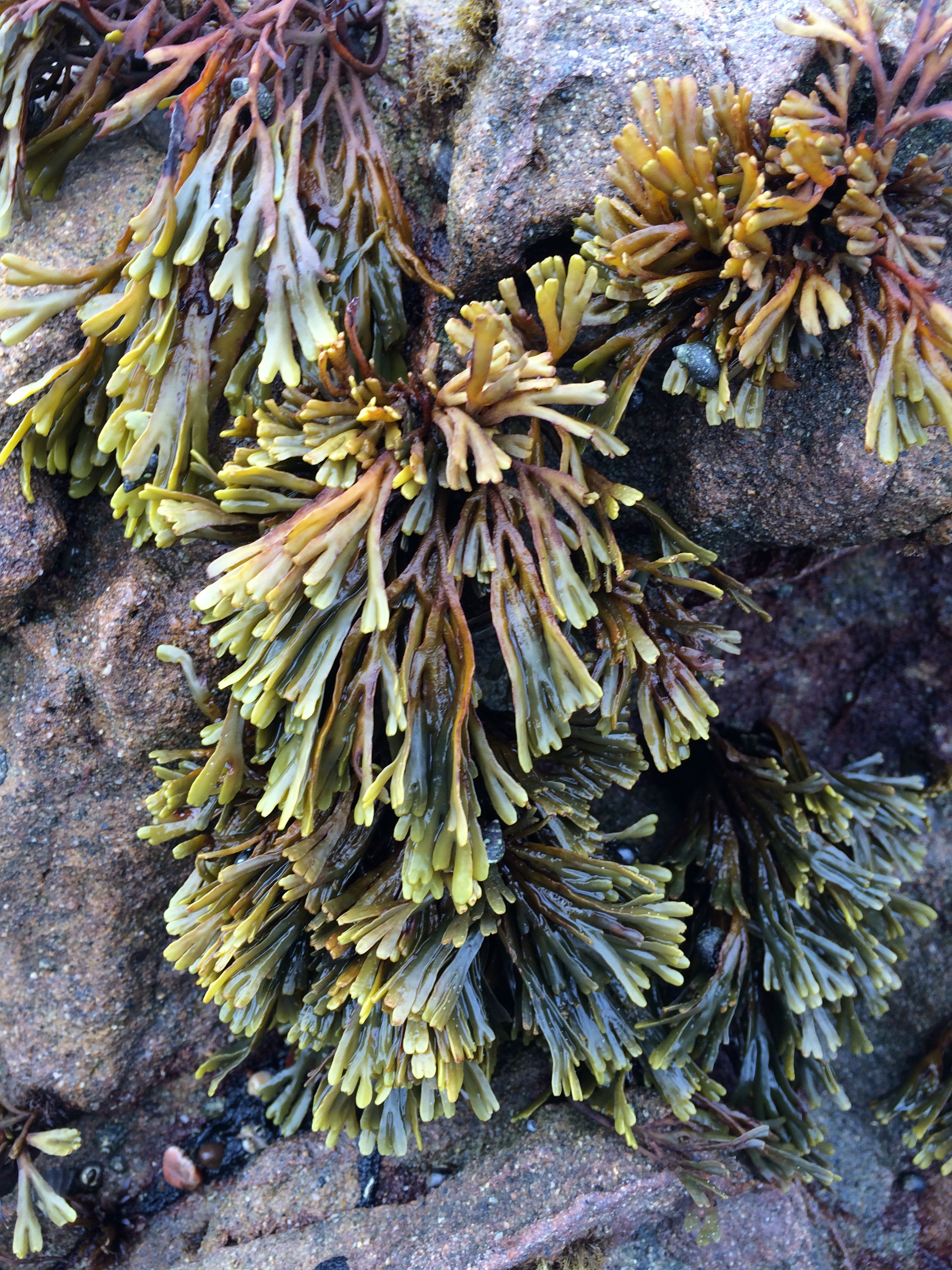
Pelvetiopsis (Phaeophyceae)

  - Aurearenophyceae Kai et al. 2008 – 1 sp.[36]
  - Chrysoparadoxophyceae Wetherbee et al. 2019[13] – 1 sp.
  - Chrysophyceae Pascher 1914 – 1274 spp.
  - Eustigmatophyceae Hibberd 1981 – 218 spp.
  - Olisthodiscophyceae Barcytė, Eikrem et M. Eliáš, 2021[7] – 2 spp.
  - Phaeophyceae Hansgirg 1886 – 2124 spp.
  - Phaeosacciophyceae R. A. Andersen, L. Graf et H. S. Yoon 2020[23] – 8 spp.
  - Phaeothamniophyceae Andersen et Bailey in Bailey et al. 1998[37] – 31 spp.
  - Raphidophyceae Cahdefaud 1950, emend. Silva 1980 – 58 spp.
  - Schizocladiophyceae Kawai et al. 2003[38] – 1 sp.
  - Xanthophyceae Allorge 1930 emend. Fritsch 1935 (=Heterokontae Luther 1899; Heteromonadea Leedale 1983; Tribophyceae)[39] – 616 spp.
- Diatomista Derelle et al. 2016, emend. Cavalier-Smith 2017
  - Dictyochophyceae Silva 1980 – 217 spp.
  - Pelagophyceae Andersen & Saunders 1993 – 31 spp.
  - Pinguiophyceae Kawachi et al. 2003 – 5 spp.
  - Bolidophyceae Guillou et al. 1999 – 18 spp.
  - Diatomeae Dumortier 1821 (=Bacillariophyta Haeckel 1878) – 14 684 spp.
    - Leptocylindrophytina D.G. Mann in Adl et al. 2019
      - Leptocylindrophyceae D.G. Mann in Adl et al. 2019
      - Corethrophyceae D.G. Mann in Adl et al. 2019

    - Ellerbeckiophytina D.G. Mann in Adl et al. 2019
    - Probosciophytina D.G. Mann in Adl et al. 2019
    - Melosirophytina Medlin & Kaczmarska 2004, emend. Adl et al. 2019
    - Coscinodiscophytina D.G. Mann in Adl et al. 2019
    - Rhizosoleniophytina D.G. Mann in Adl et al. 2019
    - Arachnoidiscophytina D.G. Mann in Adl et al. 2019
    - Bacillariophytina Medlin & Kaczmarska 2004, emend. Adl et al. 2019
      - Mediophyceae Jouse & Proshkina-Lavrenko in Medlin & Kaczmarska 2004
      - Biddulphiophyceae D.G. Mann in Adl et al. 2019
      - Bacillariophyceae Haeckel 1878, emend. Adl et al. 2019

## Történet
A Phaeophyceae többsejtű tengeri hínárfajairól a korai kínai (i. e. 3000 körül), görög (i. e. 300 körül, például Teophrasztosz) és japán (i. sz. 500 körül) írások beszámolnak. Valószínűleg az ismert történelem előtt is ismertek voltak, ételként, festékként és orvosi célokra használták. Az első formális sárgásmoszat-leírást a Fucus nemzetségről adta Carl von Linné 1753-as Species plantarumában. Kevéssel később egysejtű Chrysophyta-fajokat írt le Otto Friedrich Müller. A tudományos felfedezés e korában a barnamoszatokat növényekként, a kis moszatokat Infusoria néven állatokként kezelték.
A 20. század során evolúciós és filogenetikai viták indultak a sárgásmoszatokkal kapcsolatban. Transzmissziós elektronmikroszkópiaia és molekuláris filogenetikai elemzések alapján sok új csoportot és osztályt írtak le a 21. században is. Az első Ochrophytina-faj, a Thalassiosira pseudonana genomját 2002-ben kezdték szekvenálni.

## Fordítás
Ez a szócikk részben vagy egészben  az   Ochrophyte című angol Wikipédia-szócikk ezen változatának fordításán alapul.  Az eredeti cikk szerkesztőit annak laptörténete sorolja fel. Ez a jelzés csupán a megfogalmazás eredetét és a szerzői jogokat jelzi, nem szolgál a cikkben szereplő információk forrásmegjelöléseként.